# Потехин, Олег Геннадьевич
Олег Геннадьевич Потехин (род.24 июля 1963) — советский и российский футболист, защитник.

## Биография
Воспитанник ДЮСШ «Юпитер» (Северск), первый тренер — Владимир Петрович Лихачёв. В юности помимо футбола занимался хоккеем и тяжёлой атлетикой. Участвовал в соревнованиях «Кожаный мяч», неоднократно был чемпионом и призёром первенства области по футболу в младших возрастах. Взрослую карьеру начал в команде КФК «Юпитер» (Северск).
С 1985 года в течение 13 сезонов выступал за «Томь». Был вице-капитаном команды, в некоторых матчах выходил на поле в качестве капитана. Дважды становился серебряным призёром зонального турнира второй лиги. В 1997 году, когда «Томь» одержала победу в зоне «Восток» второй лиги, выходил на поле только в четырёх матчах. Всего за 13 лет в томском клубе сыграл 300 матчей и забил 6 голов в первенствах СССР и России, а во всех турнирах — 326 матчей и 6 голов.
После окончания профессиональной карьеры вернулся в Северск, был играющим тренером местного «Янтаря», затем — главным тренером команды. Приводил команду к победе на Спартакиаде народов Сибири. Затем тренировал «Томское пиво» в чемпионате области и работал с детскими командами в Северске. Окончил Томский государственный педагогический университет. Принимает участие в матчах ветеранов.